# Emprendimiento
El emprendimiento es el proceso de diseñar, lanzar y administrar un nuevo negocio, que comienza con una pequeña empresa o empresa emergente, ofreciendo a la venta un producto, servicio o proceso. Ha sido definido como ‘La capacidad y voluntad de desarrollar y administrar la apertura de un nuevo negocio, junto con los riesgos que esto implica, con el fin de generar ganancias’.
Debido a los grandes riesgos de lanzar una empresa, una parte significativa de estos negocios tienen que cerrar debido a «falta de financiamiento, malas decisiones de negocio, crisis económica o una combinación de todas estas» o por falta de demanda en el mercado. En la década 2000-2010, la definición de «emprendimiento» se amplió para explicar cómo algunos individuos (o equipos) identifican oportunidades, las evalúan como viables y deciden explotarlas, y se usan estas oportunidades para desarrollar nuevos productos o servicios, abrir nuevas empresas o incluso industrias.
En definitiva, un emprendimiento es cualquier actividad nueva que hace una persona, que puede tener como finalidad lograr ganancias económicas o no. El emprendimiento es llevado a cabo por las personas emprendedoras.
Hoy en día, a su vez es entendida como una competencia que engloba un conjunto de habilidades y destrezas como son la creatividad, el liderazgo, el trabajo en equipo, la innovación, la toma de decisiones
Tradicionalmente, una persona emprendedora ha sido definida como ‘una persona que organiza y administra una empresa’. En vez de trabajar como empleado, un emprendedor administra un pequeño negocio y asume todo el riesgo y la recompensa de su negocio. La comunidad emprendedora es comúnmente vista como líder de negocios y como innovadora.
Los emprendedores tienden a ser buenos en percibir oportunidades de negocio y tienen una actitud en pro de asumir riesgos, lo cual los hace más propensos a explotar las oportunidades. «El espíritu emprendedor está caracterizado por innovación y la asunción de riesgos». A pesar de que el emprendimiento está comúnmente asociado a empresas nuevas, pequeñas y con fines de lucro, el comportamiento emprendedor puede darse en empresas pequeñas, medianas y grandes, con y sin fines de lucro, incluyendo al sector voluntario o tercer sector, como las organizaciones caritativas. Por ejemplo, en la década de los 2000, el campo del emprendimiento social fue identificado como aquel en el cual los emprendedores combinan actividades de negocio con metas humanitarias o ambientalistas.
Un emprendedor generalmente está a cargo de la gestión comercial, dirigiendo los factores de producción, los recursos humanos, financieros y materiales que se requieren para desarrollar el proyecto. Actúan como una dirección y supervisan el lanzamiento y crecimiento de la empresa. Emprendimiento es el proceso a través del cual una persona (o un equipo) identifica una oportunidad de negocio y adquiere las herramientas para explotarla. El desarrollo de las oportunidades de negocio generalmente incluye acciones como desarrollar un plan de negocios, contratar los recursos humanos, adquirir recursos financieros y materiales, proveer liderazgo, y ser responsable del éxito o fracaso del proyecto. El economista Joseph Schumpeter (1883-1950) estableció que el rol del emprendedor en la economía es la «destrucción creativa», haciendo referencia a que la innovación destruye las viejas industrias y plantea nuevas maneras de hacer las cosas. Para Schumpeter, los cambios y «desequilibrio dinámico traído por un emprendedor innovador» son «la norma de una economía saludable».
En la actualidad, el emprendimiento puede operar de forma independiente, tal como se ha dado tradicionalmente y mayoritariamente a lo largo de la historia de la creación y administración de empresas, o hacerlo dentro de una modalidad relativamente reciente llamada «ecosistema emprendedor». En este último caso estos «ecosistemas» pueden incluir programas gubernamentales que promuevan la creación de pequeñas empresas, organizaciones no gubernamentales que ofrecen consultoría a quien se dedique a emprendedor, grupos de interés de pequeñas empresas que presionan al gobierno para que aumente el apoyo a programas de emprendimiento y genere leyes y regulaciones a favor de estos negocios, recursos y facilidades como incubadoras de empresas, aceleradoras, programas académicos y cursos de entrenamiento ofrecidos por universidades, y financiamiento (préstamos bancarios, capital riesgo, inversores ángel, y fundaciones gubernamentales y privadas). Los ecosistemas de emprendimiento más fuertes se encuentran en lugares como Silicon Valley, Nueva York, Boston, y otros lugares donde se concentran empresas de alta-tecnología, universidades con programas de investigación y fondos de capital riesgo. Actualmente, el emprendimiento puede ser estudiado en las universidades como parte de las disciplinas de administración de empresas.

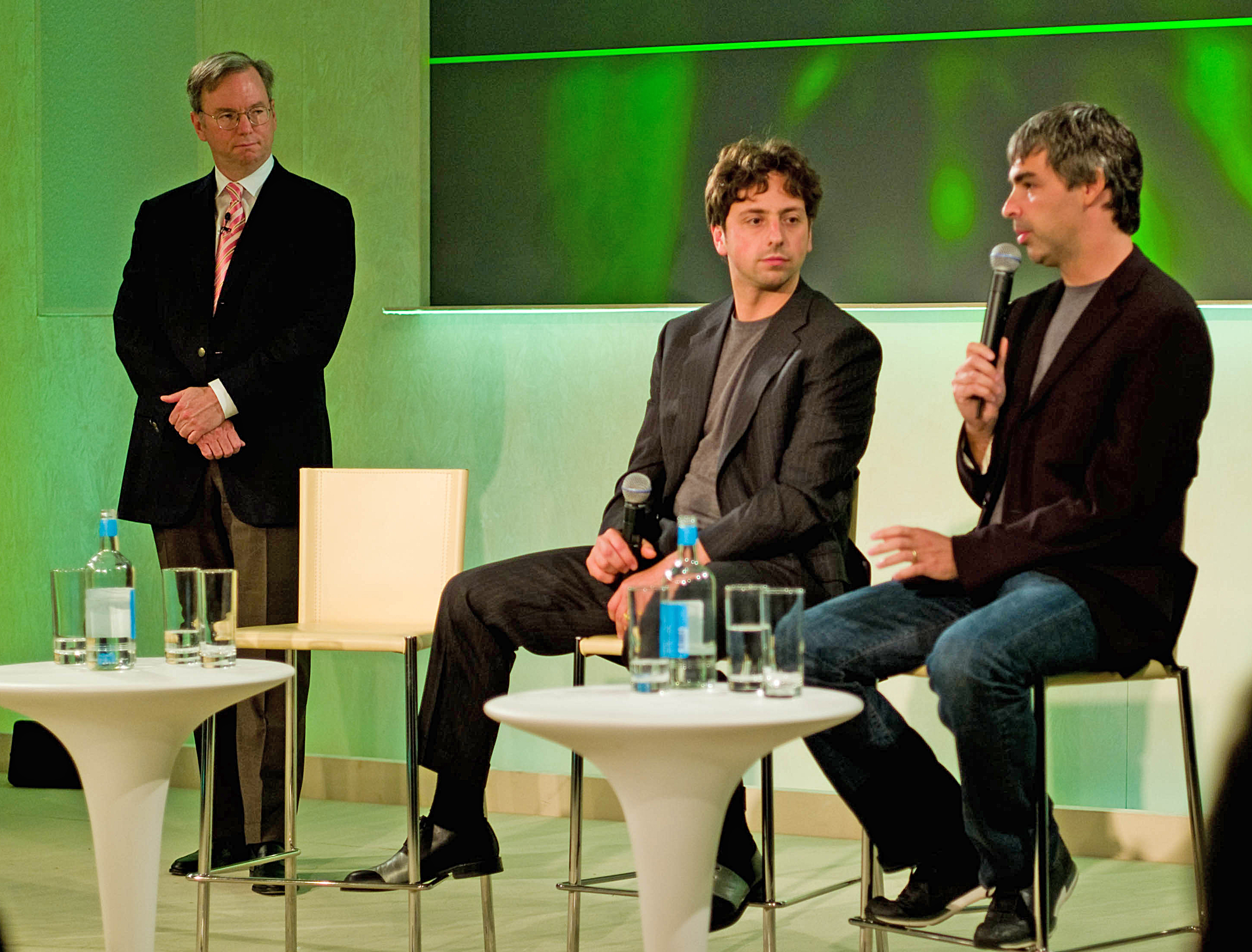
De izquierda a derecha, Eric Schmidt, Serguéi Brin y Larry Page de Google, citados como ejemplos de emprendedores. En la década de 1990, Google comenzó como un proyecto de garaje.

## Historia del concepto

### Uso histórico
La palabra emprendedor proviene del francés entrepreneur. Fue utilizada por primera vez en 1723. Hoy la palabra emprendedor implica cualidades de liderazgo, iniciativa e innovación. El economista Robert Reich comentó que la capacidad de crear un equipo, el liderazgo y las habilidades de gestión son cualidades indispensables para un emprendedor. Históricamente, el estudio del emprendimiento comenzó a finales del siglo XVII y principios del XVIII con Richard Cantillon y Adam Smith, que era fundamental para la economía clásica.
Si recordamos los gremios medievales en Alemania, los artesanos requerían permiso especial para operar como empresarios. Debían demostrar que eran competentes para producir, lo cual restringía el entrenamiento a artesanos que tuvieran un certificado de maestría. En 1935 y en 1953, la prueba de competencia fue introducida de nuevo, la cual requería que los fabricantes obtuvieran el certificado de maestría antes de poder comenzar un negocio.

### Joseph Schumpeter
En el siglo XX, el emprendimiento fue estudiado por Joseph Schumpeter en la década de 1930, tomando sus ideas de partida de los economistas de la escuela austriaca como Carl Menger, Ludwig von Mises y Friedrich von Hayek. El término «emprendimiento» fue acuñado en la década de 1920, mientras que la palabra original francesa entrepreneur viene desde los 1850. Según Schumpeter, un emprendedor está dispuesto y es capaz de convertir una nueva idea en una innovación exitosa. El emprendimiento emplea lo que Schumpeter llamó «destrucción creativa» para reemplazar parcial o totalmente las ofertas que hay en distintos mercados e industrias, creando a su vez nuevos productos y modelos de negocio. Por lo tanto, la «destrucción creativa» es en gran parte responsable del crecimiento económico a largo plazo. La idea de que el emprendimiento lleva a un crecimiento económico es un tema que se continua debatiendo en el estudio de la economía.
Para Schumpeter, el emprendimiento resulta en la creación de nuevas industrias o en nuevas combinaciones de las existentes. El ejemplo inicial de Schumpeter fue la combinación de un motor de vapor y las tecnologías de creación de carros resultaron en la creación de un carruaje sin caballos. En este caso, la innovación fue simplemente una transformación de los carros existentes y no requirió un gran desarrollo tecnológico. No reemplazó inmediatamente los carruajes tirados por caballos pero, finalmente, las mejoras y reducción de costos llevaron a la industria automotriz moderna. A pesar de las contribuciones tempranas de Schumpeter, la teoría microeconómica tradicional no consideró al emprendimiento en su marco teórico. Schumpeter tenía la opinión de que los emprendedores mueven la Frontera de posibilidades de producción a un nivel mayor con las innovaciones.
Inicialmente, los economistas hicieron un primer intento de estudiar el concepto de emprendimiento a fondo. Richard Cantillon (1680-1734) consideró al emprendedor como tomador de riesgos que deliberadamente distribuye los recursos para explotar oportunidades y maximizar las ganancias. Cantillon enfatizó en la disposición del emprendedor para asumir riesgos y lidiar con la incertidumbre. Reconoció la labor del emprendedor y marco la diferencia entre sus funciones y las del dueño que provee capital. Alfred Marshall definió al emprendedor como un capitalista «multitarea». Observó que en el equilibrio de un mercado completamente competitivo no había espacio para los emprendedores como «generadores de actividad económica».

### sigloXXI

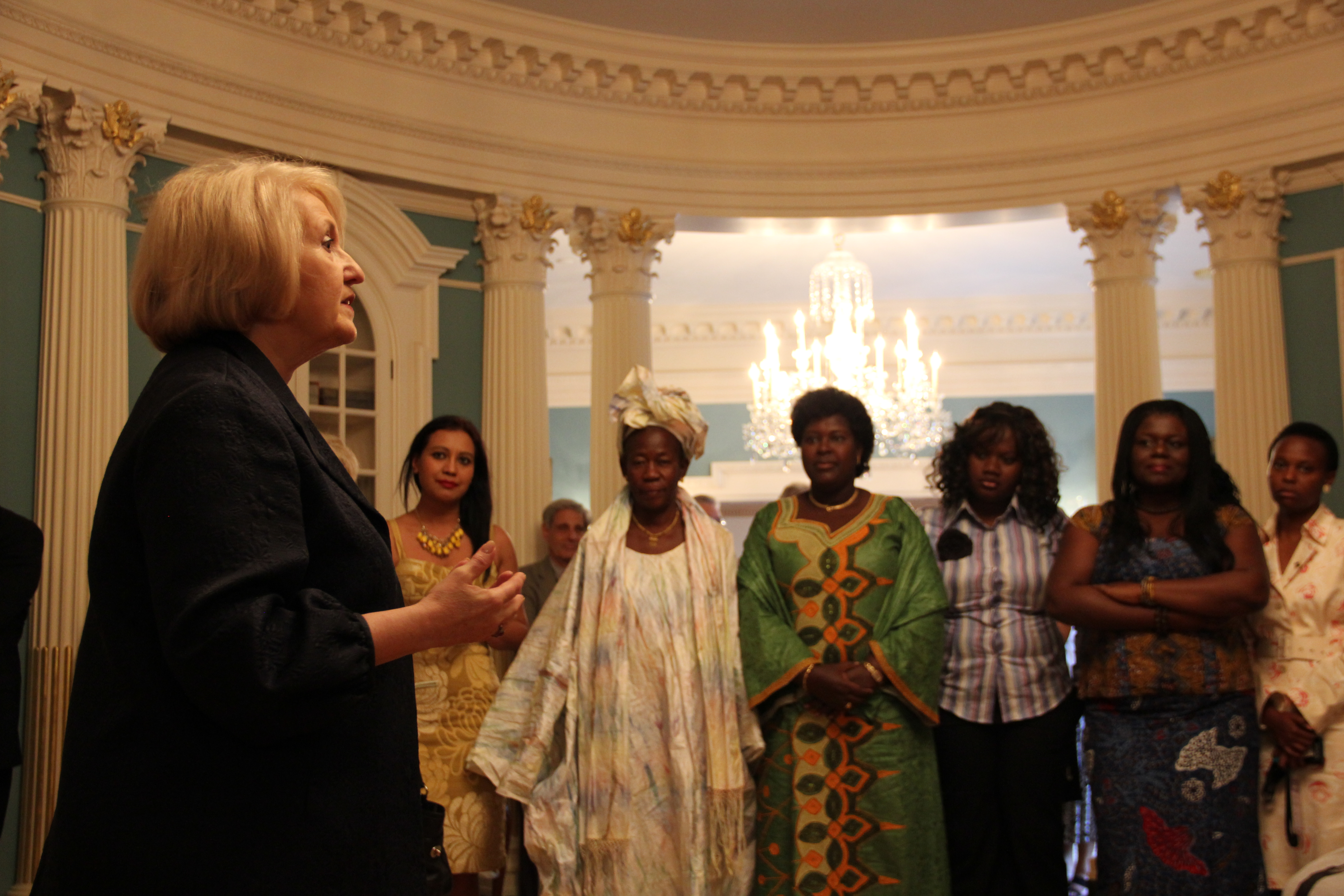
En 2012, la embajadora Verveer saluda a participantes en el Programa de emprendimiento de mujeres africanas.

En la década de los 2000, el término «emprendimiento» se extendió para incluir también el emprendimiento social, en el cual se persiguen, además de objetivos de negocio, objetivos sociales, ambientales o humanitarios. El emprendimiento dentro de una compañía o gran organización se conoce como «intraemprendimiento» (intrapreneurship) o «emprendimiento corporativo», y puede incluir proyectos en los que las grandes corporaciones crean organizaciones subsidiarias.
Los emprendedores son líderes dispuestos a asumir riesgos, tomar la iniciativa y aprovechar las oportunidades del mercado a través de planificación, organización e implementación de recursos, generalmente innovando para crear nuevos productos o servicios o mejorar los existentes.
Según Paul Reynolds, fundador de Global Entrepreneurship Monitor, para cuando alcancen el retiro, la mitad de los trabajadores de Estados Unidos probablemente tendrán un periodo de autoempleo de uno o más años. Participar en la creación de un nuevo negocio es una actividad común entre los trabajadores de los Estados Unidos a lo largo de sus carreras. En años recientes, el emprendimiento ha sido un factor importante en el crecimiento económico de Estados Unidos y Europa Occidental.
Las actividades de emprendimiento difieren substancialmente dependiendo del tipo de organización y la creatividad. El emprendimiento varía en escala desde proyectos personales a medio plazo hasta proyectos a gran escala que requieren un equipo y generan muchos empleos. Muchos de los proyectos de emprendimiento de «alto valor» buscan capital riesgo o un inversor ángel (capital semilla) para financiar la creación y expansión de la empresa. Existen diversas organizaciones que apoyan a los emprendedores, incluyendo agencias especializadas del gobierno, incubadoras de empresas u organizaciones no gubernamentales, que incluyen fundaciones, grupos de interés, cámaras de comercio, etc. A partir de 2008, se celebra la «Semana Global del Emprendimiento», un evento para promover los beneficios del emprendimiento e involucrar a las personas en actividades relacionadas.

## Definición
El término «emprendedor» se define como un individuo que organiza u opera un negocio. Generalmente se le acredita este término al economista francés Jean-Baptiste Say. Sin embargo, el economista Richard Cantillon definió el término primero en Essai sur la Nature du Commerce en Général, o Ensayo sobre la naturaleza del comercio en general, un libro que William Stanley Jevons consideró como «la cuna de la economía política». Cantillon usó el término diferente; Cantillon vio al emprendedor como «tomador de riesgos», mientras que Say lo consideraba como «planificador». Cantillon definió el término como ‘una persona que paga un cierto precio por un producto y lo revende por un precio incierto’, «tomar decisiones sobre la obtención y el uso de los recursos mientras asume los riesgos de la empresa». La palabra apareció por primera vez en el diccionario Francés llamado Dictionnaire Universel de Commerce compilado por Jacques des Bruslons y publicado en 1723.

### Relación entre pequeños negocios y emprendimiento
El término «emprendedor» es comúnmente asociado con el término «pequeña empresa». Mientras la mayoría de los proyectos de emprendimiento comienzan como pequeñas empresas, no todas las pequeñas empresas entran en la categoría de «emprendimiento». Muchas de estas empresas son operadas por el dueño, tienen pocos empleados, ofrecen productos ya existentes o no tienen un plan de crecimiento. Por otro lado, los proyectos de emprendimiento ofrecen un producto o servicio innovador y generalmente se espera tener un crecimiento mayor, añadir empleados y buscar oportunidades en otros países. Los emprendedores exitosos tienen la habilidad de guiar un negocio en la dirección adecuada al realizar planes y adecuar su negocio a los cambios entendiendo sus fortalezas y debilidades.

### Emprendimiento institucional
La economista Edith Penrose ha resaltado la naturaleza colectiva del emprendimiento. Ella menciona que en las organizaciones modernas, los recursos humanos deben ser combinados para capturar y crear mejores oportunidades de negocio. El sociólogo Paul DiMaggio ha expandido esta perspectiva diciendo que Las nuevas instituciones surgen cuando un individuo organizado, con los recursos suficientes ve una oportunidad de realizar algo que valoran. Esta noción ha sido ampliamente aplicada.

### Emprendimiento en la escuela
Históricamente, las primeras instituciones de educación superior en tener emprendedores capacitados fueron las escuelas de ingeniería, en particular los institutos politécnicos y aglunas escuelas de negocios. En Estados Unidos, las escuelas de negocios comenzaron a formar emprendedores a partir de la década de 1940, mientras que en Europa las escuelas de negocios solo comenzaron a formar emprendedores a partir de las décadas de 1960 y 1970, primero con algunos cursos especializados antes de abrir maestrías especializadas en emprendimiento en la década de 1990. Algunas escuelas de negocios europeas incluso han construido una identidad organizativa emprendedora desde la década de 1990.
Prácticamente los gobiernos de todos los países tienen políticas y promueven acciones para fomentar y mejorar el emprendimiento y la innovación. Merece una mención especial el emprendimiento en la educación en los colegios como instrumento fundamental para desarrollar estas actitudes y competencias y para capacitar a los emprendedores de mañana.
En España, las últimas reformas educativas han incorporado el espíritu emprendedor como materia transversal tanto en primaria y secundaria como en bachillerato y formación profesional junto a otras competencias que se consideran clave como la comunicación lingüística, la ciencia y la tecnología. En concreto, la ley Celaá dice:
- Sobre la educación secundaria obligatoria: En esta etapa se debe propiciar el aprendizaje competencial, autónomo, significativo y reflexivo en todas las materias, que aparecen enunciadas en el articulado. La comprensión lectora, la expresión oral y escrita, la comunicación audiovisual, las tecnologías de la información y la comunicación, el emprendimiento, la educación emocional y la educación en valores, la formación estética y la creatividad se trabajarán en todas las áreas.[46]
- Sobre la formación profesional: promoverá la integración de contenidos científicos, tecnológicos y organizativos y garantizará que el alumnado adquiera las competencias relacionadas con las tecnologías de la información y la comunicación, las habilidades para la gestión de la carrera, la innovación, el emprendimiento, la versatilidad tecnológica, la gestión del conocimiento, la responsabilidad y el compromiso con el desarrollo sostenible y la prevención de riesgos laborales y medioambientales.[47]

## Comportamiento de un emprendedor

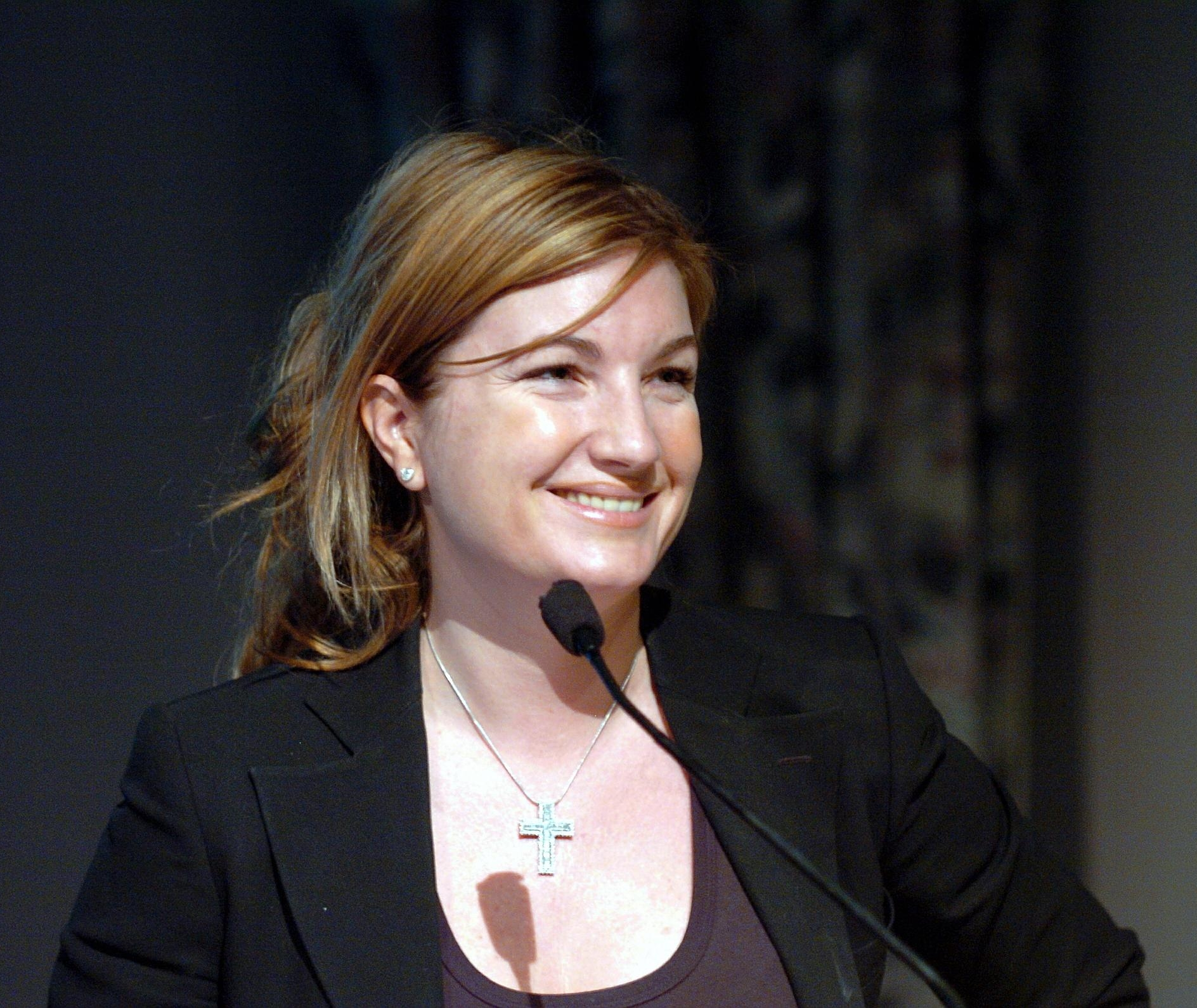
Emprendedora británica Karren Brady, con una fortuna estimada de 123 millones de dólares.

El emprendedor es comúnmente visto como innovador, un diseñador de nuevas ideas y procesos de negocios. Habilidad para gestionar y crear equipos fuertes son las habilidades esenciales de un emprendedor exitoso . El economista político Robert Reich considera que el liderazgo, la habilidad de gestión y la habilidad de construir un equipo son las cualidades esenciales de un emprendedor.

### Toma de riesgos

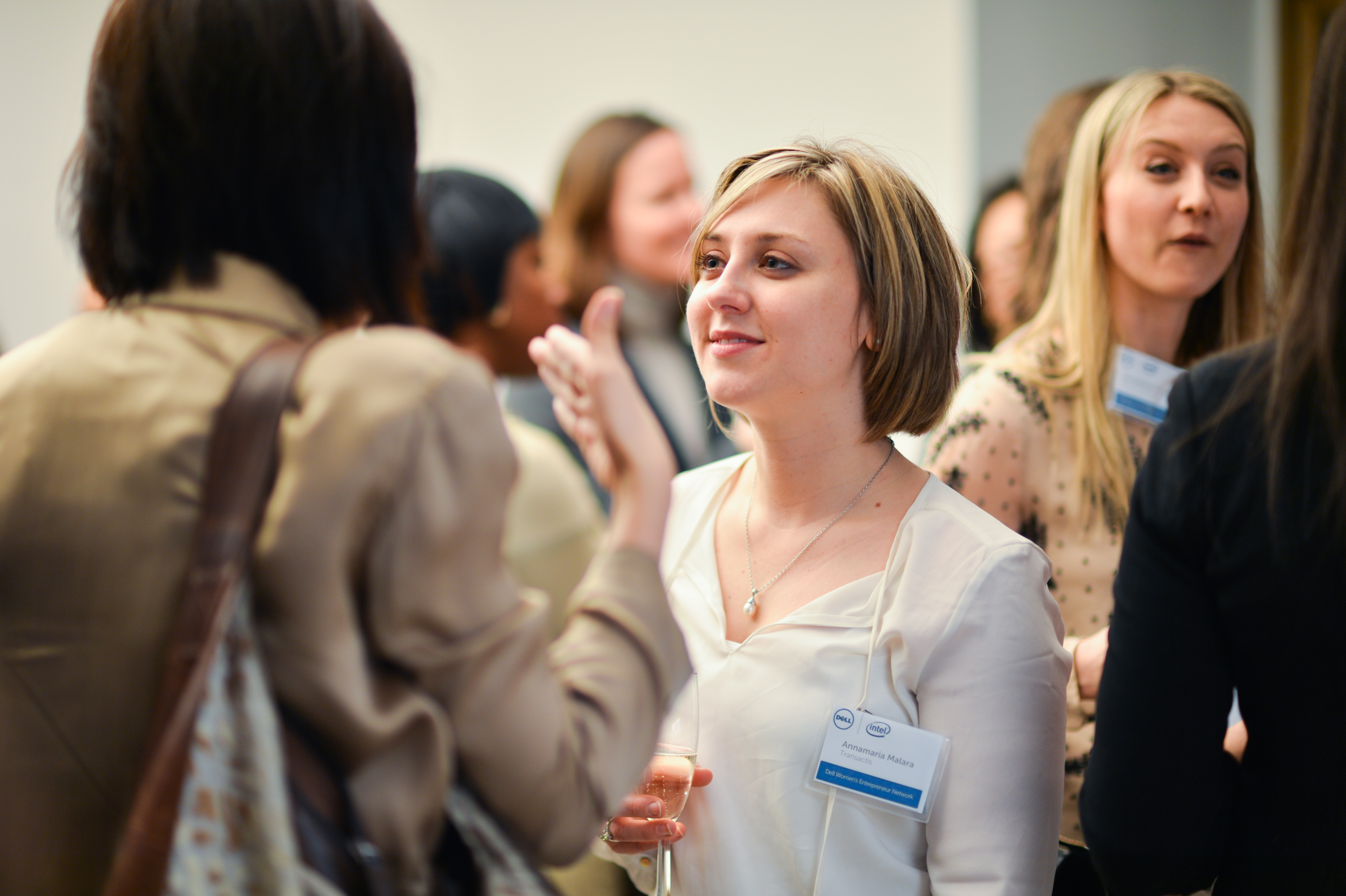
Evento Women's Entrepreneur Network de Dell en Nueva York, mayo de 2013

Los teóricos Frank Knight y Peter Drucker definieron «emprendimiento» en términos de la toma de riesgos. El emprendedor está dispuesto a poner su seguridad profesional o financiera en la línea y tomar riesgos en nombre de su idea, gastando tiempo y recursos en un proyecto incierto. Knight clasificó tres tipos de incertidumbre:
- Riesgo, medible estadísticamente (por ejemplo la probabilidad de sacar una bola roja de un contenedor con 5 bolas rojas y 5 blancas.)
- Ambigüedad, es difícil de medir estadísticamente ( por ejemplo la probabilidad de sacar una bola roja de un contenedor con 5 bolas rojas y una cantidad desconocida de bolas blancas.)
- «Incertidumbre verdadera» o incertidumbre knightiana que es imposible de estimar o predecir estadísticamente ( por ejemplo la probabilidad de sacar una bola roja de un contenedor sin conocer el número de bolas ni el color de estas mismas.)

El emprendimiento es comúnmente asociado con la incertidumbre knightiana, particularmente cuando involucra la creación de un bien o servicio para un mercado que no existía previamente. Un estudio en el 2014 en la universidad ETH Zürich encontró que comparando con los directores tradicionales, los emprendedores mostraron mayor eficiencia en la toma de decisiones y una activación más fuerte en las regiones de la corteza frontopolar, asociada con la capacidad de elegir.

### Estrategias
Estrategias que los emprendedores suelen usar:
- Innovación[55] de productos, servicios o procesos.
- Proceso de mejora continua[55]
- Uso de tecnología[55]
- Desarrollo de futuros productos y servicios.[55]
- Talento y gestión optimizada[55]

### Diseñando el nexo individuo/oportunidad
Según Shane y Venkataraman, el emprendimiento se compone de ambos: «emprendedores» y «oportunidades de emprendimiento», y los investigadores deben estudiar la naturaleza de los individuos que responden a esas oportunidades mientras que otros no lo hacen, las oportunidades como tal y la conexión entre los individuos y las oportunidades. Por otro lado, Reynolds et al. argumentan que los individuos están motivados a emprender principalmente por necesidad u oportunidad. Por ejemplo, una desigualdad económica alta tiende a incrementar las tazas de emprendimiento a nivel individual. La mayoría de las veces se encuentran motivados por necesidad más que oportunidad.

### Percepción de oportunidades
La habilidad de los emprendedores para innovar se relaciona a características internas, incluyendo extraversión y facilidad para tomar de riesgos. Según Joseph Schumpeter, las capacidades de innovar, introducir nuevas tecnologías, incrementar eficiencia y productividad o generar nuevos productos o servicios son características de los emprendedores. También, muchos académicos sostienen que el emprendimiento es un tema genético y que no cualquiera puede ser un emprendedor. Algunas personas son capaces de utilizar un sentido cuasi-estadístico para medir la opinión de la gente y la demanda en el mercado por nuevos productos y servicios. Los emprendedores tienen la habilidad de ver necesidades en mercados inexplorados. Mientras algunos emprendedores asumen que pueden sentir o descubrir que es lo que piensan los demás, los medio de comunicación masiva juegan un rol crucial en la creación de necesidades en el mercado. Ramoglou argumenta que los emprendedores no son tan especiales en realidad y que es más bien la pobre conceptualización de aquellos que no son emprendedores la que le otorga a los que si lo son un estatus de innovadores excepcionales o líderes.

### Estilos
Las diferencias entre organizaciones comúnmente reflejan las identidades de sus fundadores. Fauchart and Gruber han clasificado a los emprendedores en tres tipos principales: «darwinianianos», «comunitarios» y «misioneros». Estos tipos de emprendedores se distinguen por su perspectiva, motivaciones y patrones para crear una empresa.

## Aspectos psicológicos
Las características psicológicas principales relacionadas con el proceso de emprendimiento se definen como necesidad de logro, locus control interno, propensión al riesgo, autoeficacia, tolerancia a la ambigüedad, innovación, independencia, autonomía y optimismo.
Edward Lazear, economista de la Universidad Stanford encontró en 2005 en un estudio que la variedad de experiencia académicas y laborales eran las características más distintiva de los emprendedores. En 2013 un estudio realizado por Uschi Backes-Gellner de la Universidad de Zúrich y Petra Moog de la Universidad de Siegen en Alemania encontró que la conexión social también es útil para determinar estudiantes que se convertirían en emprendedores.
Los estudios muestran como las tendencias psicológicas para los hombres y mujeres emprendedores son similares. Estudios empíricos sugieren que las mujeres emprendedores poseen buenas habilidades de negociación. Asa Hansson, quien observó la información empírica de Suecia, encontró que la probabilidad de convertirse en emprendedor decrece con la edad para las mujeres pero incrementa para los hombres. También encontró que el matrimonio incrementa las posibilidades de convertirse en emprendedor.
Jesper Sorensen escribió que la composición social y los compañeros laborales son influencias fuertes en la decisión de convertirse en emprendedor. Sorensen descubrió una correlación entre convertirse en emprendedor y trabajar con personas que han sido emprendedores . La composición social puede ser una influencia también ya que muestra las posibilidades de éxito, estimulando la actitud de «Si él pudo, yo también». Como dijo Sørensen: Cuando conoces a otros que se han lanzado por su cuenta, la idea no parece tan descabellada.
Las experiencias también pueden llevar a una persona a convertirse en emprendedor. Si han tenido interrupciones laborales o han estado desempleados, la probabilidad de convertirse en emprendedores incrementa. Según Cattell, la personalidad es un sistema relacionado con lo que nos rodea. La personalidad es aquello que informa que es lo que haría una persona en una situación dada. La respuesta de la persona está dada por su personalidad y la situación. También sucede cuando la persona no logra conseguir un empleo adaptado a sus intereses y habilidades, cosa que es particularmente muy común en personas con síndrome de Asperger (un trastorno del espectro autista).
Los emprendedores innovadores son más propensos a experimentar lo que el psicólogo Mihály Csíkszentmihályi llama «flujo». El flujo ocurre cuando el individuo se olvida del mundo exterior por estar dedicado a una actividad. Csiksgentmihalyi sugirió que las innovaciones más importantes tienden a ocurrir en manos de individuos que se encuentran en ese estado. Otras investigaciones han concluido que una fuerte motivación intrínseca es un ingrediente vital para innovar. El «flujo» puede ser comparado al concepto de «normalización» planteado por Maria Montessori, un estado que incluye largos periodos de concentración y satisfacción en los niños. Csiksgentmihalyi reconoció que el «ambiente preparado» de Montessori le ofrece a los niños oportunidades de alcanzar el «flujo». Por lo tanto, la calidad y tipo de educación temprana puede influenciar la capacidad de emprendimiento.

## Comunicación
Los emprendedores deben tener una comunicación efectiva tanto dentro de su empresa como con socios externos e inversionistas, para poder lanzar y hacer crecer su proyecto. El emprendedor necesita un sistema de comunicación que conecte a los empleados de la empresa. Los emprendedores deben ser líderes carismáticos para poder transmitir su visión y crean un equipo fuerte. Compartir la visión a sus empleados les otorga un propósito e inculca compromiso. Según Baum et al. Kouzes and Posner la visión debe ser comunicada a través de declaraciones escritas y pláticas personales. Los líderes emprendedores deben hablar y escuchar efectivamente para transmitir su visión.
La comunicación tiene un papel fundamental en el emprendimiento ya que le permita a los líderes convencer a los inversionistas, socios y empleados acerca de la viabilidad del proyecto. Deben comunicarse efectivamente con los accionistas. Elementos no verbales como lo son el tono de voz, la mirada, el lenguaje corporal, los movimientos de las manos y las emociones son herramientas importantes para la comunicación. La «Teoría de la acomodación de la comunicación» sugiere que las personas intentan acoplar su método de comunicación al de los demás. La «Teoría de la Negociación a la Cara» describe como las personas tienden a manejar la negociación de conflictos cara a cara. El modelo de comunicación de Hugh Rank puede ser utilizado por emprendedores que están desarrollando un nuevo producto o servicio. Rank argumenta que los emprendedores necesitan intensificar las ventajas de su producto o servicio y darle menor relevancia a las desventajas para lograr convencer a los demás de apoyar su producto.

## Efectos de la educación
Michelacci y Schivardi son un par de investigadores que creen que identificar y comparar las relaciones entre las ganancias de los emprendedores y si nivel de educación podría determinar la tasa de éxito. Su estudio se enfocó en dos niveles académicos; nivel licenciatura y nivel posgrado. Michelacci y Schivardi sugieren que hay una relación directa entre la educación y el éxito empresarial.
Michelacci y Schivardi establecieron que ha aumentado el número de emprendedores con título de licenciatura. Sin embargo, sus resultados también muestran que aquellos que tienen un título de posgrado han sido más consistentes a través del tiempo. Mencionan a emprendedores famosos como Steve Jobs y Mark Zuckerberg quienes dejaron la escuela, pero llaman a estos casos excepcionales. Michelacci y Schivardi creen que para que un individuo pueda alcanzar el éxito deber poseer educación superior a la preparatoria. Su investigación muestra que a mayor nivel educación mayor éxito. La razón es que la universidad le da a las personas habilidades adicionales que pueden ser utilizadas dentro de su negocio.
Sin embargo, el tener unas buenas bases en educación financiera, podría permitir mayor taza de éxito en los emprendimientos, ya que se cuentan con bases suficientes para el buen uso de los recursos en la ejecución de un emprendimiento, sobre todo en los recursos financieros, pues es precisamente  estos recursos que representan el inicio de un emprendimiento. Una buena administración del capital, puede definirnos cual será el rumbo del emprendimiento, por lo que la educación financiera juega un papel fundamental en todo lo referente para iniciar un negocio propio. 

## Emprendimiento de proyectos
Los emprendedores de proyectos son individuos que están comprometidos en la creación de organizaciones temporales. Estas organizaciones tienen una vida útil limitada y se crean para satisfacer un único objetivo. Las industrias que adoptan este tipo de proyectos incluyen: producción de audio, producción cinematográfica, desarrollo de software, producción de televisión y construcción. Lo que distingue a los emprendedores de proyectos es que tienen la habilidad de reutilizar elementos de estos proyectos temporales y modificarlos para satisfacer las necesidades de futuros proyectos.
Este tipo de emprendedores se exponen frecuentemente a los problemas y tareas de emprender un proyecto. En especial se enfrentan a dos retos críticos; localizar la oportunidad ideal para lanzar el proyecto y armar el equipo apropiado. Para resolver el primer reto necesitan un extenso rango de información. Para el segundo reto requieren armar un equipo que cumpla y se adapte a los requerimientos del proyecto, y debe funcionar de inmediato para reducir el riesgo de mermar el desempeño.

## Financiamiento

### Bootstrapping
Comúnmente, los emprendedores intentan financiar su proyecto por sus propios medios, técnica que se conoce como bootstrapping . Una de las razones por las cuales los emprendedores prefieren bootstrapping en vez de buscar inversionistas es que la financiación de capital requiere ceder acciones de la compañía a los inversionistas. Si la startup tiene éxito, estas acciones cedidas podrían representar grandes ganancias para los inversionistas y perdidas para el emprendedor. También, si los inversionistas tienen suficiente participación en el capital podían tener influencia en las decisiones de la compañía.
Una definición del bootstrapping lo describe como ‘un conjunto de métodos utilizados para minimizar la cantidad de «deuda externa» y «financiación de capital» por parte de bancos e inversionistas externos’. Es común que los emprendedores que utilizan esta técnica utilicen recursos como créditos personales (tarjeta de crédito) y otros métodos. A pesar de que el bootstrapping implica un mayor riesgo para el emprendedor, la ausencia de otros accionistas le dan mayor libertad para desarrollar la empresa. Muchas compañías exitosas incluyendo Dell Computer y Facebook comenzaron con bootstrapping.
Tipos de bootstrapping:
- Financiado por el propietario
- Capital de esfuerzo
- Minimización de pago de cuentas
- Minimizar inventarios
- Subsidios
- Deuda personal

### Financiamiento externo
Muchos negocios requieren más capital del que el propietario puede aportar, para estos casos existen varias opciones de financiamiento externo, entre las principales se encuentran:
- Inversor ángel
- Inversores de capital riesgo.
- Micromecenazgo o crowdfunding
- Fondo de alto riesgo

Algunas de estas fuentes no solo proveen fondos sino también supervisión financiera, contabilidad y en algunos casos contactos de negocios y experiencia, en muchos casos a cambio de participación en el capital.

### Efecto de los impuestos
Los emprendedores suelen encontrarse con problemas de liquidez, no cuentan con el crédito necesario para financiar su proyecto. Por esta razón, se han realizado diversos estudios para analizar los efectos de los impuestos en los emprendedores. Los estudios se dividen en dos resultados: el primero sugiere que los impuestos son de ayuda y el segundo dice que afectan negativamente a los emprendedores.
Cesaire Assah Meh encontró que los impuestos corporativos crean un incentivo para convertirse en emprendedor y evitar la doble tributación. Donald Bruce y John Deskins sugirieron que una tarifa más alta de impuestos corporativos reduce la cantidad de emprendedores. También encontraron que los estados con un impuestos inmuebles o de herencia tienden a tener menor cantidad de emprendedores. Pero otro estudio encontró que estados con mayor progresividad personal tienen un mayor porcentaje de empresas personales. Donald Bruce y Mohammed Mohsin encontraron que una caída del 50 % en la tasa máxima de impuestos causaría únicamente un cambio del 1% en la tasa de emprendimiento.

## Indicadores de éxito
Factores que aumentan la probabilidad de que un emprendimiento tenga éxito:
Métodos
- Establecer estrategias para la empresa, incluyendo estrategias de crecimiento y supervivencia.
- Mantener los recursos humanos (contratar y conservar empleados y ejecutivos talentosos)
- Asegurar la disponibilidad de los materiales requeridos (materias primas utilizadas en la producción, chips de computadora, etc.)
- Que la empresa tenga una o más ventajas competitivas únicas.
- Asegurarse de tener una buena estructura organizacional.
- Congruencia con la cultura social.[100]

Mercado
- Modelos business-to-business (B2B) o business-to-consumer (B2C)
- La empresa quiere aprovechar un mercado que está creciendo rápidamente
- El mercado objetivo no está siendo atendido por otras empresas

Industria
- Industria creciente
- Alto impacto tecnológico en la industria
- Alta intensidad de capital

Equipo
- Grande, diverso en género y raza, con una amplia gama de habilidades
- Títulos y posgrados
- Experiencia previa en gestión
- Experiencia laboral en la industria de las empresas emergentes
- Empleados a tiempo completo antes de comenzar el proyecto
- Experiencia previa en emprendimiento
- Involucrados a tiempo completo en el proyecto
- Motivados por objetivos y no solo por ganancias
- Los miembros del equipo pertenecen o han pertenecido a diversas redes de negocios.

Empresa
- Plan de negocios escrito
- Concentrada en una línea unificada de productos o servicios.
- Competencia basada en factores más allá del precio (calidad, servicio, etc.)
- Mercadotecnia bien dirigida
- Control financiero
- Suficiente capital para el inicio y para proyectos de crecimiento
- Modelo de corporación

Estatus
- Tener dinero le permite al emprendedor cubrir los costos iniciales de la empresa y manejar el flujo de efectivo.

## Instrumentos para medir la habilidad para emprender
En la actualidad se han desarrollado varios test para poder detectar habilidades que favorecen el emprendimiento en las personas, uno de los estudios con datos satisfactorios para estudiar el emprendimiento es el Modelo de Intención Empresarial de Francisco Liñán y Yi-Wen Chen, 2006.

## Tendencias culturales

### Emprendimiento étnico
El término emprendedor étnico hace referencia a los individuos que son propietarios de su propio negocio y pertenecen a una minoría racial o étnica de Estados Unidos o Europa. Una larga tradición de investigación académica explora las experiencias y estrategias de los emprendedores étnicos mientras se esfuerzan para integrarse económicamente a la corriente de la sociedad estadounidense o europea. Los casos clásicos incluyen a mercenarios Judíos en las grandes ciudades de Estados Unidos en el siglo XIX y XX, así como los pequeños negocios de propietarios chinos o japoneses en la Costa Oeste.
A partir de 2010, el emprendimiento étnico ha sido estudiado en el caso de los negocios Cubanos en Miami, los moteles de Indios y los negocios en los barrios chinos de Estados Unidos. A pesar de que el emprendimiento les ofrece a estos grupos muchas oportunidades de progreso económico, los negocios aún se mantienen distribuidos desigualmente entre razas/etnias. A pesar de las numerosas historias de éxito de los emprendedores Asiáticos, un estudio reciente muestra que los blancos suelen tener mayor presencia en las industrias de alto prestigio.

### Emprendimiento femenino
Se entiende como la actividad empresarial y emprendedora dirigida por mujeres; generalmente en su rol es de fundadoras o propietarias. En otras palabras, se refiere a la creación, crecimiento y administración de negocios. Estas acciones generan empoderamiento, contribuyen de manera importante en el desarrollo económico y mejoran su calidad de vida.
Las nuevas emprendedoras con negocios en internet (NENIS)
A raíz de la pandemia de COVID-19, surge una nueva adaptación del mundo, todo cambia y la realidad se percibe distinta. Como consecuencia de ello, la economía mundial se ve afectada; las medidas sanitarias (confinamiento) impuestas por los gobiernos e instituciones de salud para enfrentar la crisis sanitaria originaron la afectación de miles de empleos. Especialmente en México, alrededor del 75 % de los comercios cerraron (IMCO, 2021).
Anteriormente en este país, la participación de las mujeres en el mercado laboral se incrementó significativamente a partir de la década de 1980, cuando la nación mexicana se integró a las dinámicas de la globalización. En ese período, el modelo desgastado del estado de bienestar comenzó a mostrar sus consecuencias, ya que las reformas estructurales requirieron que las familias obtuvieran sus ingresos mediante empleos en el sector privado (Ortiz, 2015).
La secretaría de Economía de México (2024) señala que en 2020 comenzó a popularizarse el término «NENIS», el cual hace referencia al acrónimo de «nuevas emprendedoras con negocios por Internet». Las mujeres reivindicaron el concepto, dado que el uso inicial de este calificativo tenía una connotación despectiva con la intención de minimizar el esfuerzo de estas empresarias digitales.

### Emprendimiento digital
Cualquier tipo de emprendimiento hoy día debe utilizar inexorablemente medios digitales si quiere ser exitoso. Sin embargo, cuando hablamos de un emprendedor digital nos referimos a una persona enfocada en la creación de contenido, objeto y valor añadido que es estrictamente digital. El emprendimiento digital supone una democratización al acceso y distribución de información y servicios, de tal forma que cualquier persona con ciertos conocimientos digitales es capaz de iniciar su propio proyecto emprendedor. Desde ese punto de vista, el emprendimiento digital es el que de manera más genuina conecta con el concepto de iniciativa personal flexible y libre que significa poner tu idea en el mercado.
Como ejemplos de esta línea de emprendimiento podemos citar:
- Idear una nueva app con diversos propósitos
- Crear sitios web de autoridad para ser monetizados por diversos medios, como publicidad en línea (AdSense fundamentalmente) o vía marketing de afiliación, y también,
- Comercialización de infoproductos, como formación en línea

Dado el tipo de negocio hay estrategias de ventas específicas que se pueden utilizar para mejorar los resultados, entre ellas podemos enumerar:
- Marketing diferencial: aprovechar plataformas digitales con en objetivo de generar mayor alcance para el negocio.
- Alianzas estratégicas: conectar con marcas que afines a la empresa para crear productos complementarios y traspasar influencia.
- Experiencia disruptiva: trabajar el customer journey (viaje del cliente) para ofrecer experiencias únicas para mejorar el branding del negocio.

Entre las características comunes que comparten este tipo de proyectos es la posibilidad de acometer una menor asunción de riesgos de tipo económico, frente a otros emprendimientos al uso y que el testeo del producto mínimo viable es muchísimo más fiable y rápido, pues la segmentación que se ha realizado procede de nichos netamente digitales. Asimismo están sometidos al escrutinio continuo por parte del usuario, con opiniones y reseñas de particulares, lo que resulta ventajoso para posibles clientes potenciales de ese servicio